# Шроміскарі
Шроміскарі (груз. შრომისკარი) — село в Грузії.
За даними перепису населення 2014 року в селі проживає 316 осіб.